# Privatna bezbednost u Republici Srbiji
Pojam privatne bezbednosti potiče od reči policija i engleskog termina „Policing“ koji se može prevesti kao policijsko delovanje. Policija podrazumeva posebnu državnu službu koja između ostalog ima svoju socijalnu funkciju. Ta funkcija se može odrediti kao prevencija, otkrivanje i pružanje uslužnih funkcija. Ovakvo određivanje pretpostavlja da socijalnu funkciju policije mogu obavljati i nedržavni organi.
Sa druge strane policijsko delovanje se određuje kao : „Skup svih delatnosti različitih institucija, ustanova i organa koje se sprovode prevashodno sa ciljem zaštite bezbednosti i borbe protiv kriminaliteta u preventivnom i represivnom smislu“. Postoje različite  klasifikacije policijskog delovanja (eng. Policing), pri čemu jedna od klasifikacija jeste „Public policing“ i „Private policing“. Public policing se odnosi na policjsko delovanje policije kao državnog organa a Private policing podrazumeva policijsko delovanje privatnih organizacija.
Zoran Kesić definiše privatno policijsko delovanje u širem i u užem smislu:
U širem smislu se definiše na sledeći način: „Kao skup organizovanih oblika delovanja dobrovoljnog i komercijalno usmerenog nedržavnog osoblja čije primarne delatnosti uključuju suprotstavljanje kriminalnom ponašanju“, (u ovom slučaju policijsko delovanje podrazumeva dobrovoljno učešće građana, privatno obezbeđenje, privatna detektivska delatnost).
U užem smislu se definiše: „Kao skup pravno utemeljenih delatnosti, profesionalnog tipa, van okvira nadležnosti državnih organa, koje su organizovane radi pružanja određenih usluga zaštite lične i imovinske sigurnosti građana i prikupljanja informacija po narudžbini“, (u ovom slučaju policijsko delovanje podrazumeva ugovorno obezbeđenje, unutrašnje obezbeđenje, privatnu detektivsku delatnost).

### Definicija pojma privatne bezbednosti i podela
Ne postoji opšta definicija pojma već se definicije razlikuju u zavisnosti od države, autora i istorijskog momenta. U tom smislu definicija privatne bezbednosti se može gledati u užem i u širem smislu:
U širem smislu se određuje kao: „Skup organizovanih oblika delovanja dobrovoljnog ili komercijalno usmerenog nedržavnog osoblja, sa ciljem ostvarivanja sopstvene zaštite ili zaštite drugih, kao i zaštite odgovarajućih lica, prostora, objekata, poslovanja ili delatnosti“.
U užem smislu definiše se kao: „Skup pravno utemeljenih delatnosti, van nadležnosti državnih organa, čiji su nosioci organizovani radi profesionalnog pružanja usluga zaštite lične i imovinske sigurnosti i prikupljanja informacija, na ugovornoj osnovi“.
 Isto kao i definicija i podela privatne bezbednosti zavisi od države i autora. U Srbiji se privatna bezbednost može podeliti na osnovu poslova koji se obavljaju na:
1. Poslove fizičko tehničkog obezbeđenja- obezbeđivanje objekata, lica, transporta novčanih sredstava i drugih dragocenosti, obezbeđenje javnih skupova, planiranje, projektovanje i ugradnja sistema tehničke zaštite.
2. Detektivske poslove [7]

Neki drugi autori privatnu bezbednost u Srbiji dele na sledeći način:
1. Privatno obezbeđenje
2. Privatna istražiteljska delatnost
3. Delovanje građana[8]

Pri čemu se delovanje građana javlja kao nov oblik koji služi za sprečavanje stvaranja opasnih i rizičnih mesta i kvartova i smanjenje straha građana. U razvoju delovanja građana postoje dve faze:
- U prvoj dominantan oblik policijskog funkcionisanja je od strane građana (sistem poverene zaštite zajednice).
- Druga faza podrazumeva bezbednosno delovanje građana kao dopuna redovnom policijskom delovanju (građani dobrovoljci, susedsko nadziranje, patrola građana).

### Vidovi delovanja subjekata privatne bezbednosti
Kriminalitet je društveno-negativna i složena pojava koja se ispoljava u raznim oblicima i svim fazama razvoja društva. Posebna odlika savremenog kriminaliteta je masovnost i postojanje tamne brojke. Veliki broj izvršenih krivičnih dela sa poznatim i nepoznatim izvršiocima i organizivanih izvršilaca u vršenju krivičnih dela sve je prisutnija karakteristika kriminaliteta. Karakteristike savremenog kriminaliteta ukazuju na visok stepen društvene opasnosti i otežanost njegovog otkrivanja i obezbeđenja dokaza. S toga, samo organizovana preventivna i represivna delatnost svih subjekata bezbednosti, samim tim i subjekata privatne bezbednosti, odnosno službi fizičko-tehničke zaštite može doprineti sprečavanju izvršenja mnogih oblika kriminalne delatnosti i drugih štetnih radnji, što zahteva adekvatnu saradnju i koordinaciju svih nadležnih subjekata. 
Preventivna i represivna delatnost su međusobno povezane i ispoljavaju se u kontinuitetu, tako da se sinhronizovanim ostvarivanjem preventivne funkcije vrši direktan uticaj na represiju.
Preventivna delatnost deluje na same uzroke kao kriminogene faktore raznih vidova kriminaliteta i sprečava izvršenje konkretnih krivičnih dela, otklanjajući, odvraćajući i sprečavajući oblike i nosioce ugrožavanja bilo koje vrste. U sprovođenju preventivne aktivnosti subjekti obezbeđenja preduzimaju sledeće preventivne mere:
1. Čuva i obezbeđuje objekat i imovinu u njemu od svih vidova napada, otuđivanja, prisvajanja i uništenja;
2. Uočava, otkriva i sprečava pojave koje predstavljaju potencijanu opasnost;
3. Onemogućava pristup neovlašćenim licima u krug objekta u ulazak u sam objekat.

Najčešći oblici preventivnog delovanja subjekata bezbednosti su: patroliranja, pregled vozila I prtljaga, legitimisanje, osmatranje objekta I lica, davanje obaveštenja I upozorenja, kontrola signalizacije I sredstava za osvetljavanje objekata.
Represivna delatnost ne uklanja uzroke već se njenom primenom deluje na posledice, u situacijama kada je nedozvoljeno delo već izvršeno, u vezi sa čim se upotrebljavaju sredstva prinude, kontrole i kažnjavanja. Represivne mere koje subjekti obezbeđenja po pravilu primenjuju pošto su iscrpljene preventivne mere su:
1. Zabrana pristupa u objekt ili poslovni prostor;
2. Izdavanje naređenja za napuštanje lica iz objekta ili određenog prostora;
3. Upotreba fizičke snage;
4. Upotreba vatrenog oružja;
5. Privođenje u službene prostorije radi predaje nadležnim organima;
6. Zadržavanje na mestu izvršenja krivičnog dela[12]

## Privatno obezbeđenje
U literaturi o privatnoj bezbednosti nema jedinstvenog stava u vezi definisanja i određivanja sadržaja pojma privatno obezbeđenje. Najčešće razlike u definisanju ovog pojma,privatno obezbeđenje, uključuje fokus radnih zadataka,  uticaj profita i klijenata, kao i uključivanje domena proizvodnje, distribucije i montaže opreme i tehnologije.
U teoriji se ponekad termin privatno obezbeđenje izjednačava sa terminom privatna policija. Međutim, ovi termini nisu sinonimi, već je privatno obezbeđenje jedan od oblika privatne bezbednosti, i u pojedinim zemljama podskup privatne policije koja se fokusira na funkcije održavanja reda. U tom smislu, privatno obezbeđenje je industrijska grana koja pruža usluge u obezbeđenju lica, imovine i poslovanja, i za njih ne postoji zakonom propisana obaveza organizovanja sistem obezbeđenja od strane vojske ili policije. 
Zbog nedostatka emirijskih studija, ne postoji pecizna slika za karakteristike i razlike među zemljama u pogledu privatnog obezbeđenja. Ekspanzija privatne bezbednosti a samim tim i privatnog obezbeđenja, dogodila se kad i porast kriminala, nasilja i osećaja nesigurnosti, kao i porast privatne imovine na unutrašnjoj I međunarodnoj areni.
Kao razlozi nastanka privatnog obezbeđenja u svetu, pojedini autori navode dva pritiska s kojima su se države susrele tokom 70ih godina XX veka. Prvi pritisak je bio odraz negativne međunarodne ekonomske klime, nacionalne ekonomije dolaze u eru recesije i budžetskih ograničenja. Drugi pritisak, navode, bio je neodrživ rast javnih usluga u društvu.
Međutim, savremena teorijska istraživanja pokazuju da postoje tri glavna razloga za nastajanje privatnog obezbeđenja:
- Prvi razlog bio je kraj Hladnog rata. Veliki broj ljudi sa završenom vojnom obukom odgovarao je zahtevima industrije privatne bezbdnosti.
- Drugi razlog je taj što su bezbednosne usluge i vojne operacije postale vremenom sve više sofisticirane i tehnološki usavršene. To je uslovilo distribuciju i ugradnju modernih tehničkih sredstava i sistema
- Treći razlog je normativni pomak industrije privatne bezbednosti koji se vezivao za pretpostavku da je privatni sektor bezbednosti i efikasniji i efektivniji.[15]

Savremeno privatno obezbeđenje predstavlja relativno originalni izazov za javnost, koji karakteriše ekonomska kalkulacija i normativna regulacija njegovih komponenti u razvijenim zemljama.Poslovne kompanije i organizacije oslanjaju se na širok spektar funkcija privatnog obezbeđenja, kroz zaštitu zaposlenih i imovine, sprovođenj istraga, vršenja provera budućeg kadra, obezbeđenja sigurnosti informacione tehnologije... 
Privatno obezbeđenje u sistemu nacionalne bezbednosti Republike Srbije postoji u širem i užem smislu. Subjekti privatnog obezbeđenja u širem smislu su:
1. Narodna Skupština Republike Srbije;
2. Predsednik Republike Srbije;
3. Savet za nacionalnu bezbednost;
4. Vlada, sudovi i tužilaštvo.

Što se tiče subjekata u užem smislu, tu spadaju:
1. Sistem odbrane;
2. Ministarstvo unutrašnjih poslova;
3. Bezbednosno-obavštajni sistem;
4. Privremeno formirani organi i koordinaciona tela za pojedine krize;
5. Subjekti iz oblasti privatnog obezbeđenja;
6. I druge nevladine i državne institucije, mediji, pravna lica i građani.

### Pojam privatnog obezbeđenja
Neki autori pod pojmom privatno obezbeđenje podrazumevaju sveukupnost aktivnosti, usluga, mera i sredstava namenjenih za zaštitu privatne svojine, informacija i lica,a koje se nude u okvirima privatnog tržišta.
U Republici Srbiji, shodno odredbama novog Zakona o privatnom obezbeđenju, privatno obezbeđenje obuhvata Pružanje usluga, odnosno vršenje poslova zaštite lica, imovine i poslovanja fizičkom i tehničkom zaštitom kada ti poslovi nisu u isključivoj nadležnosti državnih organa, kao i poslove transporta novca, vrednosnih i drugih pošiljki, održavanje reda na javnim skupovima, sportskim priredbama i drugim mestima okupljanja građana, koje vrše pravna lica i preduzetnici regrutovani za tu delatnost, kao i pravna lica i preduzetnici koji su obrazovali unutrašnji oblik organizovanja obezbeđenja za sopstvene potrebe (samozaštitna delatnost).

### Vrste privatnog obezbeđenja
U literaturi postoji podela privatnog obezbeđenja na osnovu nekoliko kriterijuma:
1. Obezbeđenje ličnosti podrazumeva plansko preduzimanje mera, radnji i postupaka službe obezbeđenja sa ciljem da spreči napad na život i telo klijenta i da mu omogući sigurno i bezbedno obavljanje radnih  obaveza.[18]
2. Obezbeđenje imovine podrazumeva zaštitu imovine predviđenu propisima međunarodnog i domaćeg prava. U skladu sa članom 1. Prvog protokola uz Evropsku konvenciju o ljudskim pravima garantuje pravo na imovinu i previđa da svako fizičko ili pravno lice ima pravo na neometeno uživanje svoje imovine. Niko ne može biti lišen svoje imovine, osim u javnom interesu i pod uslovima predviđenim zakonom i opštim načelima međunarodnog prava.[19]
3. Fizičko obezebeđenje predstavlja skup operativnih taktičkih mera, radnji, sredstava i snaga zaštite ljudi, ličnosti na određenim funkcijama, prostora i objekata od posebnog društvenog značaja. Ovaj vid obezbeđenja obavljaju posebno obučeni i osposobljeni kadrovi, može biti javno, tajno i kombinovano.
4. Tehničko obezbeđenje predstavlja obezbeđenje objekata i imovine, stvari u transportu i lica tehničkim sredstvima i uređajima, čija se vrsta, namena, kvalitet i primena određuju posebnim propisima i po zahtevu zainteresovanih stranaka.[20] Ovaj vid obezbeđenja čine dve komponente: mehanička zaštita (sigurnosna brava,sigurnosna vrata, sefovi, kase, rešetke, ograde...) i elektronska zaštita (alarmni sistemi, sistem za kontrolu i detekciju pristupa, sistem televizije zatvorenog kruga...)[21]
5. Statično obezbeđenje primenjuje se prilikom zaštite određenog prostora, lokacije, kontrolne tačke ili objekta putem portirske službe, stražarske službe, službe za kontrolu ulaza i izlaza na prijavnicama, monitoring centra...
6. Mobilno obezbeđenje je oblik zaštite koji se primenjuje prilikom obezbeđenja života, tela i stvari, odnosno efikasno obezbeđenje određenih objekata kao dopunsko angažovanje portirske ili stražarske službe.Poseban oblik mobilnog obezbeđenja predstavlja obezbeđenje transporta vrednosti. To je jedan od najrizičnijih oblika zaštite i sastoji se od preuzimanja tovara, transporta i predaje. Transport na duže relacije obavlja se sa sprecijalizovanim vozilom uz naoružanu pratnju pripadnika privatne bezbednosti. Prilikom ovakvog  vida transporta, izbegavaju se ustaljene putanje i vreme transporta, a za posebne pilike zahteva se asistencija policijskih službenika.
7. Obezbeđenje javnog prostora predstavlja vrstu obezbeđenje koju najčešće sprovodi nadležni javni sektor bezbednosti, policija, ostvarivanjem kontrole kriminaliteta i održavanje javnog reda i mira. Policija najčešće uključuje privatni sektor bezbednosti prilikom obezbeđenja manifestacija kategorisanih manjim rizikom dok se u manifestacijama visokog rizika privatno obezbeđenje uključuje kao logistička podrška javnim organima.
8. Obezbeđenje privatnog sektora je vrsta obezbeđenja koju sprovode specijalizovane organizacije i agencije za pružanje privatnih bezbednosnih usluga, kroz svakodnevno ostvarivanje svojih funkcija na području privatnog vlasništva.
9. Obezbeđenje hibridnog prostora sprovode specijalizovane agencije i organizacije za pružanje privatnih bezbednosnih usluga na području privatnog vlasništva u okviru koga se pružaju usluge od javnog značaja (hoteli, sportski i trgovinski centri, ugostiteljski centri...). Kao kontrolori na ulazima u ugostiteljske objekte i objekte za zabavu angažovani su pripadnici obezbeđenja, lica koja se nalaze u sivoj zoni ili su pripadnici aktivnog sastava policije, angažovani van radnog vremena.[22]
10. Sopstveno obezbeđenje predstavja vid obezbeđenja koji sprovodi posebno organizovana služba obezbeđenja u okviru posebnog sektora za bezbednost većih privrednih poslovnih sistema i organizacija, čiji su pripadnici stalno zaposleni kao i preostala lica u poslovnim organizacijama. Ovakav vid obezbeđenja karatkterističan je za objkte kritične infrastrukture, objekte koji su od posebnog nacionalnog i društvenog značaja.
11. Ugovorno obezbeđenje sprovode najčešće specijalizovane organizacije ili agencije za pružanje privatnih bezbednosnih usluga, putem zaključivanja ugovora sa primaocem bezbednosnih usluga, kao klijentom. Ovaj vid obezbeđenja karakteriše trend porasta, s obzirom da većina javnih preduzeća i poslovnih organizacija pronalaze ekonomski i profesionalni interes angažovanja posebnih specijalizovanih agencija za pužanje bezbednosnih usluga.
12. Kombinovano obezbeđenje predstavlja vid obezbeđenja koji se zasniva na kombinaciji sopstvenog i ugovornog obezbeđenja i ono je u većini slučajeva privremenog karaktera i retko je zastupljeno, sprovodi se u situacijama gde je potrebno rasformirati postojeću internu službu obezbeđenja postepeno, do formiranja novog oblika postojeće poslovne organizacije, posebno u slučajevima privatizacije preduzeća.[23]
13. Stalno obezbeđenje se sprovodi u neprekidnom trajanju, tokom čitave godine, i obično se koristi u zaštiti od ugrožavanja objekata u kojima se čuvaju velike vrednosti, ili su u pitanju objekti od velikog društvenog, privrednog ili nacionalnog značaja.Ovaj vid obezbeđenja podrazumeva da se snage obezbeđenja nalaze stalno uz štićeni objekat ili pored njega, i na taj način ga obezbeđuju. Načelno, ono se izvršava u ratu ili vanrednim situacijama, mada može biti izvršavano i u miru, kada to konkretna situacija nalaže.[24]
14. Povremeno obezbeđenje je periodično pružanje usluga objektu zaštite čiji stepen ugroženosti ne zahteva sprovođenje stalnog obezbeđenja, ali se primenjuju iste ili slične mere na istom zaštitnom objektu protekom vremena. To je sezonsko obezbeđenje tokom turističke sezone, sajamskih, sportskih ili kulturnih manifestacija.
15. Privremeno obezbeđenje vezuje se za jedinstvenu, neponovljivu, planiranu ili iznenadnu bezbednosnu situaciju, kao što je poseta određene ličnosti ili održavanje skupova u određenom vremenskom periodu, nakon okončanja posete ili manifestacije prestaje potreba za tim obezbeđenjem.

### Preteča zakona o privatnom obezbeđenju
Pre zakona o privatnom obezbeđenju postojao je zakon o sistemu društvene samozaštite koji je važio od 1986. godine do 1993. godine. 1993 godine zakon je ukinut nakon čega je usledilo dvadeset godina pravnog vakuuma u sektoru privatne bezbednosti.
U Socijalističkoj Federativnoj Republici Jugoslaviji (SFRJ) postojao je integralni sistem bezbednosti koji je pre svega podrazumevao dve osnovne funkcije a to su opštenarodna odbrana (ONO) i društvena samozaštita (DSZ). Opštenarodna odbrana je podrazumevala organizovanje i delovanje jugoslovenskog socijalističkog samoupravnog društva u odbrani slobode, suvereniteta i teritorijalnog integriteta SFRJ od svih oblika ugrožavanja što uključuje i odbranu u ratu.
Sa druge strane društvena samozaštita se odnosila na organizovanje i delovanje jugoslovenskog socijalističkog samoupravnog društva u zaštiti društveno-političkog poretka SFRJ, kolektivnog identiteta i nacionalne celovitosti SFRJ. Kao što se može zamisliti najsloženiji zadatak za funkciju društvene samozaštite je upravo bio nacionalizam koji je predstavljen kao suprotstavljanje aktivnostima i snagama specijalnog rata. ONO i DSZ nisu samo predstavljali jedinstven pogled SFRJ na problematiku odbrane i rata već jednu kompleksnu političko-filozofsku, klasno-socijalnu i vojnonaučnu perspektivu na čitavu problematiku.
Zakona o sistemu društvene samozaštite predstavljao je prvo normativno uređivanje sektora privatne bezbednosti u SFRJ. Ovaj zakon se, između ostalog, ticao angažovanja pravnih lica radi obavljanja poslova fizičko-tehničke zaštite ali u uslovima socijalističkog poretka. Zbog toga je zakon, 1993. godine, godinu dana nakon raspada SFRJ, ukinut. Na njegovo mesto dolazi veoma dug perioda pravnog vakuuma nakon čega konačno na snagu stupa zakon o privatnom obezbeđenju 2017. godine.

### Javno-privatno partnerstvo i sektor privatne bezbednosti danas
Privatna bezbednost danas se bitno razlikuje od one koja je bila uređena pre 20 godina, zbog toga što su uređeni različitim zakonima i zato što su doneseni u različitim političkim sistemima i istorijskim momentima.
Danas, zakon o privatnom obezbeđenju sektor privatne bezbednosti uređuje kao oblik javno-privatnog partnerstva.
Javno-privatno partnerstvo predstavlja pojavu nastalu poslednjih decenija 20. veka. Objašnjava se kao svojevrsna promena na tržištu javnih usluga gde se država transformiše od proizvođača i vlasnika imovina i usluga u kupce istih od privatnog sektora; Neke osnovne usluge koje je obezbeđivala prvenstveno država su se prebacile na različite kompanije iz privatnog sektora, što državama omogućava alokaciju resursa (namenjenih za te usluge) na neke druge projekte koji su po njenoj proceni važniji. Znači da javno-privatno partnerstvo omogućava javnom sektoru da realizuje neke projekte koje inače ne bi mogao usled budžetskih restrikcija.
Istina jeste da se sektor privatne bezbednosti danas bitno razlikuje od onog iz SFRJ međutim uprkos razlikama velike sličnosti i dalje postoje. Pre svega misija je ostala nepromenjena, još uvek je glavni cilj fizičko-tehnička zaštita objekata, lica, predmeta itd. Pored toga glavna karakteristika sektora privatne bezbednosti takođe ostaje nepromenjena a to je njegova integrisanost sa sistemom bezbednosti ( u slučaju SFRJ privatno obezbeđenje je deo funkcije društvene samozaštite a u slučaju RS spominje se u Strategiji nacionalne bezbednosti Republike Srbije kao deo sistema bezbednosti).

### Zakon o privatnom obezbeđenju
Republika Srbija predstavlja jednu od poslednjih država Evrope koja je pravno regulisala sektor privatne bezbednosti. Nakon ukidanja zakona o samozaštiti 1993. godine pa sve do 2013. godine Republika Srbija je imala pravnu prazninu u pogledu privatne bezbednosti. Pravno ignorisanje ovog sektora od strane srpske vlasti je dovelo do brojnih zloupotreba i narušavanja prava kako građana tako i zaposlenih u ovom sektoru. Međutim privatne firme su, kako bi uspostavile svoj ugled i očistile svoj imidž, osnovale:
- Pri Privrednoj komori Beograda grupaciju firmi za fizičko-tehničko obezbeđenje (2001. godina),
- Pri Privrednoj komori Srbije: „Udruženje preduzeća za fizičko-tehničko obezbeđenje“ (2005. godine) koje se danas zove ,,Udruženje za privatno obezbeđenje Privredne komore Srbije“,
- 2012. godine osnovana je Komisija za javno privatno partnerstvo u sektoru bezbednosti Republike Srbije memorandumom između Ministarstva unutrašnjih poslova (MUP-a) i Udruženja za privatno obezbeđenje.[30]:

Nacrt zakon o privatnom obezbeđenju je u maju 2013. godine ušao u skupštinsku proceduru, usvojen je 26. Decembra 2013. godine da bi na snagu stupio tek 1. Januara 2017. godine. Zakon ima XIII glava i 91 član.
U I glavi određuje se glavna definiciju privatnog obezbeđenja u smislu ovog zakona: ,,obuhvata pružanje usluga, odnosno vršenje poslova zaštite lica, imovine i poslovanja fizičkom i tehničkom zaštitom kada ti poslovi nisu u isključivoj nadležnosti državnih organa, kao i poslove transporta novca, vrednosnih i drugih pošiljki, održavanja reda na javnim skupovima, sportskim priredbama i drugim mestima okupljanja građana (redarska služba), koje vrše pravna lica i preduzetnici registrovana za tu delatnost, kao i pravna lica i preduzetnici koji su obrazovali unutrašnji oblik organizovanja obezbeđenja za sopstvene potrebe...“.
Prema glavi III članu 6. Pravna i fizička lica mogu raditi sledeće poslove ukoliko imaju odgovarajuću licencu za to:
1. procene rizika u zaštiti lica, imovine i poslovanja;
2. zaštite lica i imovine fizičkim i tehničkim sredstvima, kao i poslove održavanja reda na javnim skupovima, sportskim priredbama i drugim mestima okupljanja građana u delu koji nije u nadležnosti Ministarstva unutrašnjih poslova;
3. planiranja, projektovanja i nadzora nad izvođenjem sistema tehničke zaštite, montaže, puštanja u rad, održavanja sistema tehničke zaštite i obuke korisnika;
4. obezbeđenja transporta i prenosa novca i vrednosnih pošiljki u delu koji nije u nadležnosti Ministarstva[33]

Kada su u pitanju licence, njih može izdati Ministarstvo ukoliko pravno ili fizičko lica ispunjava odgovarajuće uslove koji su specifikovani u članu 10., postoji šest vrsta licenci prema članu 9. Zakona a to su:
1. Licencu za procenu rizika u zaštiti lica, imovine i poslovanja;
2. Licencu za vršenje poslova fizičko-tehničke zaštite lica i imovine i održavanje reda na sportskim priredbama, javnim skupovima i drugim mestima okupljanja građana;
3. Licencu za vršenje poslova obezbeđenja transporta i prenosa novca i vrednosnih pošiljki;
4. Licencu za vršenje poslova planiranja sistema tehničke zaštite;
5. Licencu za vršenje poslova projektovanja i nadzora nad izvođenjem sistema tehničke zaštite;
6. Licencu za vršenje poslova montaže, puštanja u rad i održavanja sistema tehničke zaštite i obuke korisnika.[34]

Licence predstavljaju posebnu temu zbog ogromne problematike koja se stvara oko njih. Pretpostavka je da u sektoru privatne bezbednosti radi između 30.000-60.000 ljudi čiji posao zahteva licenciranje, međutim prošle godine (2016) je licencirano svega 7.360 ljudi pri čemu je stručni ispit položilo 15.230 kandidata. Prema proračunima časopisa ,,Svet bezbednosti“ pod idealinim funkcionisanje celog procesa izdavanja licenci može se očekivati 40.000 izdatih licenci do 6.6.2018. godine. Ovo sve pokreće pitanje drugih zaposlenih ljudi koji rade u privatnom sektoru bezbednosti a koji još uvek nisu dobili svoju licencu, a ,,Politika“ procenjuje da je taj broj 22.640 pri čemu po nekim drugim procenama on može biti znatno veći.
Sredinom aprila 2015. godine usvojeno je šest pravilnika za fizička i pravna lica:
- Pravilnik o bližim uslovima koje moraju da ispune pravna i fizička lica za sprovođenje stručne obuke za vršenje poslova privatnog obezbeđenja,
- Pravilnik o programima i načinu sprovođenja obuke za vršenje poslova privatnog obezbeđenja, Pravilnik o boji i sastavnim delovima uniforme službenika obezbeđenja,
- Pravilnik o načinu vršenja poslova tehničke zaštite i korišćenja tehničkih sredstava,
- Pravilnik o načinu polaganja stručnog ispita za vršenje poslova privatnog obezbeđenja, visini troškova organizovanja i sprovođenja ispita i sadržini i načinu vođenja evidencija
- Pravilnik o načinu upotrebe sredstava prinude u vršenju poslova privatnog obezbeđenja.[37]

### Zakon o detektivskoj delatnosti
Zakon o detektivskoj delatnosti  donela je Narodna skupština Republike Srbije na Četvrtoj sednici  Drugog redovnog zasedanja u 2013. godini, tačnije 26. novembra 2013. godine.  U primeni je od 05. decembra 2013. godine. Zakon je podeljen na šest glava i ukupno ima 41 član.Ovim zakonom uređen je rad pravnih lica, preduzetnika i fizičkih lica koji na teritoriji Republike Srbije vrše poslove iz obasti privatne istražiteljske delatnosti, uslovi njihovog licenciranja, način vršenja njihovih poslova, kao i nadzor nad njihovim radom.  Fizička lica koja se licenciraju za detektiva, ne mogu obavljati poslove koji su u isključivoj nadležnosti državnih organa.
Privatni sektor bezbednosti , a samim tim i detektivska delatnost  predstavlja novu pojavu. Privatni detektivi su nosioci ove delatnosti i oni su jedan od subjekata privatnog sektora bezbednosti.
U skladu sa zakonom o detektivskoj delatnosti, u članu 3. Ovog zakona, detektivska delatnost se definiše kao delatnost razvrstana u oblast administrativnih i pomoćnih uslužnih delatnosti, u granu i  grupu istražnih delatnosti, koja obuhvata istražne i detektivske usluge i aktivnosti svih privatnih istražitelja bez obzira na to za koga i šta istražuju. Istražne i detektivske usluge su poslovi prikupljanja, obrade podataka i prenosa informacija u skladu sa ovim zakonom i drugim propisima, od strane pravnih lica i preduzetnika za detektivsku delatnost kao rukovalaca i zaposlenih detektiva kao obrađivača.
Pravno lice za detektivsku delatnost definiše kao privredno društvo koje obavlja detektivsku delatnost pod uslovima iz ovog zakona i registrovano je u skladu sa propisima.
Detektiv u smislu ovog zakona je fizičko lice koje je zaposleno u pravnom licu za detektivsku delatnost i koje ima licencu za obavljanje detektivskih poslova, pod uslovima iz ovog zakona.
Postoji i samostalni detektiv kog ovaj zakon definiše kao detektiva koji samostalno obavlja detektivsku delatnost pod uslovima ovog zakona i registrovan je u skladu sa propisima kao preduzetnik.
Ono što je važno, shodno članu 4. Zakona o detektivskoj delatnosti, i što treba istaći su uslovi za obavljanje detektivske delatnosti. Detektivsku delatnost mogu da obavljaju pravna lica i preduzetnik za detektivsku delatnost, a detektivske poslove mogu vršiti detektivi ako imaju licencu za vršenje detektivskih poslova  izdatu od strane Ministarsta unutrašnjih poslova.
Da bi pravno lice i preduzetnik stekli licencu za obavljanje detektivske delatnosti moraju ispunjavati sledeće uslove, koji su u skladu sa ovim zakonom i o kojima govori član 5. Zakona o detektivskoj delatnosti:
1. Koje ima akt o sistematizaciji radnih mesta , sa opisom poslova i ovlašćenjima zaposlenih za svako radno mesto;
2. Koje ima najmanje dva zaposlena detektiva, ako delatnost obavlja kao pravno lice za detektivsku delatnost, odnosno najmanje jedno lice sa licencom za vršenje detektivskih poslova kao preduzetnik za detektivsku delatnost;
3. Ako je odgovorno lice u pravnom licu prošlo odgovarajuću bezbednosnu proveru.[40]

Fizičko lice koje poseduje licencu za vršenje detektivskih poslova je:
1. Državljanin Republike Srbije;
2. Lice koje ima stečeno visoko obrazovanje;
3. Lice koje je prošlo bezbednosnu proveru;
4. Lice koje  psihofizički sposobno za obavljanje detektivskih poslova;
5. Koje dokazuje lekarsko uverenje nadležne lekarske ustanove;
6. Koje je položilo stručni ispit za detektiva pred komisijom Ministarstva unutrašnjih poslova.

Licenca se izdaje na period od pet godina, licu kome istekne važenje licence, može podneti novi zatev pod uslovima za izdavanje licence utvrđenim ovim zakonom.
Prema članu 8. ovog zakona, pravno lice, odnosno preduzetnik za detektivsku delatnost mora posedovati i odgovarajući poslovni prostor koji je obezbeđen od provala i neovlašćenog pristupa, a za čuvanje zbirki podataka i drugih evidencija mora da obezbedi kasu ili sef, u skladu sa propisima o tajnosti podataka.
Član 13 Zakona o detektivskoj delatnosti propisuje da detektiv prilikom vršenja poslova mora nositi legitimaciju i ovlašćenja za vršenje ugovorenih usluga. Policijski službenici imaju pravo na proveru legitimacije, a detektiv je dužan da im da na uvid. Detektivsku legitimaciju izdaje Ministarstvo unutrašnjih poslova detektivu, odnosno licu koje je položilo stručni ispit i završio pripravnički staž u trajanju od 6 meseci.
U skladu sa Zakonom o detektivskoj delatnosti, korišćenje vatrenog oružja od strane detektiva  je propisano u članu 15 i članu 16 ovog zakona. Detektiv može dobiti dozvolu za nošenje  vatrenog oružja u skladu sa zakonom kojim se  uređuje oružje i municija. Pravna lica za detektivsku delatnost ne mogu posedovati oružje! Kako se navodi u članu 16, detektiv može upotrebiti oružje i fizičku silu isključivo u svrhu zaštite sopstvenog života, ukoliko je to jedini način da se odbrani. Takođe, detektiv je dužan da pruži prvu pomoć povređenom licu protiv koga je upotrebio oružje ili fizičku silu. O upotrebi oružja detektiv, pravno lice ili preduzetnik za detektivsku delatnost su dužni da obaveste nadležnu policijsku upravu.
Saglasno članovima 18. i 19. Zakona o detektivskoj delatnosti,  zakon je utvrdio obavezu detektiva koji u toku vršenja posla sazna za krivično delo za koje se goni po službenoj dužnosti, dužan je da o tome obavesti policiju ili nadležnog javnog tužioca.
Shodno odredbama člana 22.zakona, nadzor nad sprovođenjem ovog zakona vrši MUP.
Ovlašćeni policijski službenici MUP-a imaju pravo da proveravaju čuvanje, nošenje i korišćenje vatrenog oružja, kao i psihofizičke sposobnosti detektiva, i pravo na mnoge druge nenajavljene i neposredne uvide u radnje koje vrše detektivi.(član 23) Takođe, policijski službenici, imaju pravo da zabrane vršenje detektivske delatnosti licu koje vrši poslove,u skladu sa zakonom o detektivskoj delatnosti, član 24:
1. Bez licence ili ovlašćenja;
2. Bez zaključenog ugovora;
3. Na nestručan i neprofesionalan način koji može prouzrokovati štetu ili opasnost za korisnika, detektiva ili treće lice;
4. Suprotno nalogu da obavljanje delatnosti, odnosno vršenje poslova u skladu sa ovim zakonom.[42]

Zakonska rešenja predviđaju podeljenu nadležnost za vođenje obaveznih evidncija iz oblasti detektivske delatnosti. U skladu sa članom 27. Zakona, Ministarstvo unutrašnjih poslova vodi evidenciju o izdatim licencama za obavljanje detektivske delatnosti; licencama za obavljanje detektivskih poslova; sprovedenoj stručnoj obuci i osposobljavanju; o položenom stručnom ispitu; izdatim legitimacijama za detektive, kao i dozvolama za nošenje oružja za detektive.
Članom 30. Zakona, propisana je obaveze da se podaci prikupljeni u vršenju detetkivskih poslova(delatnosti), ne smeju koristiti u druge svrhe, ne mogu se ustupati trećim licima, niti se smeju objavljivati javno, izuzev ako nije drugačije propisano ili ugovoreno. Pravno lice ili preduzetnik za detektivsku delatnost, kao i detektivi, dužni su da u skladu sa zakonom i dugim propisima kojima se uređuje tajnost podataka, čuvaju kao tajnu sve podatke koje saznaju u vršenju poslova. Oni tu obavezu imaju i po prestanku vršenja poslova.
Kaznenim odredbama Zakona o detektivskoj delatnosti predviđene su novčane kazne za nepoštovanje zakonskih odredbi , koje se kreću u rasponu od 100.000 do 1,000.000 dinara (važi za pravno lice za detektivsku delatnost), 50.000 do 500.000 dinara (preduzetnik za detektivsku delatnost) i 5.000 do 50.000 dinara (detektiv).